# Mexilhoeira Grande

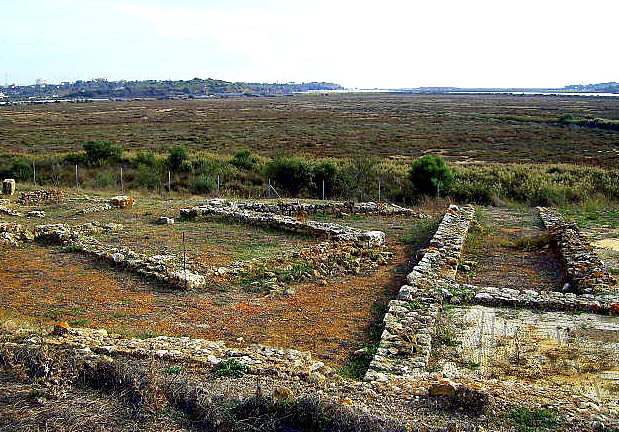
De ruïnes van Quinta da Abicade 2 uit de Romeinse tijd

Mexilhoeira Grande is een plaats in de gemeente Portimão in het Portugese district Faro. In 2001 bedroeg de bevolking 4029 mensen.
De plaats grenst in het noorden aan Monchique, Portimão in het oosten, Alvor in het zuiden, en aan Odiáxere, Bensafrim en Marmelete, in het noorden en noordwesten.

## Economie
De economie van de streek is gebaseerd op de landbouw. Hiernaast zijn de inkomsten uit het toerisme belangrijk. De plaats is gelegen tussen de N125 in het zuiden (Estrada Nacional) en de A22 (tolweg) in het noorden.

## Ecologie
Het mondingsgebied van de rivieren van de Alvor en de Odiaxere is een Natura 2000 gebied. Op het schiereiland tussen de beide rivieren is een vogelringstation beheerd door A Rocha.